# Night (песня)
«Night» — сингл из второго японского студийного альбома Giant южнокорейского бой-бэнда Stray Kids. Выпущен в трёх версиях — на японском, английском (оба выпущены лейблом Epic Records Japan) и корейском, последняя была выпущена вместе с синглом «Falling Up» лейблом JYP Entertainment. Песня служит саундтреком опенинга для эпизода «Мастерская битва» второго сезона аниме-сериала «Kami no Tō: Tower of God».

## Предыстория и выпуск
В 2020 году Stray Kids ранее исполнили вступительную тему «Top» для японской аниме-адаптации южнокорейского веб-сериала «Башня Бога» под названием «Kami no Tō: Tower of God». Песня «Top» была выпущена в качестве дебютного сингла группы в Японии вместе с би-сайдом «Slump» и возглавила Oricon Singles Chart, сделав Stray Kids четвёртыми иностранными исполнителями, возглавившим этот чарт истории после Чан Гын Сока, Exo и iKon.
Второй сезон «Kami no Tō: Tower of God» был анонсирован в ноябре 2023 года, а премьера состоялась в июле следующего года. Первая арка «Return of the Prince» сопровождалась открывающей темой «Rise Up» и завершающей темой «Believe» от NiziU. 8 сентября 2024 года было объявлено, что Stray Kids будут отвечать за открывающую и завершающую темы для второй арки второго сезона «Kami no Tō: Tower of God», с подзаголовком «Workshop Battle». Открывающая тема под названием «Night» впервые появилась в не записанном опенинге к аниме, загруженном 29 сентября, а затем была выпущена в трёх версиях — японской, английской и корейской — 7 октября.

## Композиция
Песня «Night» была написана Пан Чханом, Чханбином и Ханом при соавторстве Версачхоя. D&H написал японскую лирику, а София Пэ — английскую. Томоюки Мори из Real Sound описал, что песня представляет собой поп-трек с «грустной мелодией и агрессивным рэпом на фоне тяжелого рок-звучания», в котором используются «скретчи гитарных медиаторов» и «техника микширования 1990-х годов».

## Чарты
| Чарт (2024)                               | Высшая позиция |
| ----------------------------------------- | -------------- |
| Великобритания (OCC UK Singles Downloads) | 46             |
| Великобритания (UK Singles Sales Chart)   | 52             |
| Республика Корея (Circle BGM Chart)       | 179            |
| Республика Корея (Circle Download Chart)  | 69             |
| Япония (Billboard Japan Hot 100)          | 93             |
| Япония (Oricon)                           | 48             |

### Комментарии
1. ↑  Написал только японскую версию
2. ↑  Написала только английскую версию